# Astragalus lackschewitzii
Astragalus lackschewitzii är en ärtväxtart som beskrevs av Matt Lavin och H.Marriott. Astragalus lackschewitzii ingår i släktet vedlar, och familjen ärtväxter. Inga underarter finns listade i Catalogue of Life.